# Swetoslaw Todorow
Swetoslaw Іwanow Todorow (bulgarisch Светослав Іванов Тодоров, wiss. Transliteration Svetoslav Іvanov Todorov; * 30. August 1978 in Dobritsch) ist ein ehemaliger bulgarischer Fußballspieler. Er bestritt insgesamt 196 Spiele in der bulgarischen A Grupa, der englischen Premier League und der ukrainischen Premjer-Liha. Mit Litex Lowetsch gewann er in den Jahren 1998, 1999, 2010 und 2011 die bulgarische Meisterschaft.

## Karriere
Todorovs erster Verein war sein Heimatklub Dobrudscha Dobritsch. 1997 wechselte er zum bulgarischen Großklub PFK Litex Lowetsch, wo er bis 2001 unter Vertrag war. 2001 wechselte er nach England zu West Ham United, 2002 wechselte er weiter zum FC Portsmouth. 2006 spielte der Offensivspieler leihweise bei Wigan Athletic, ehe er ein Jahr darauf von Charlton Athletic für zwei Jahre verpflichtet wurde. Seit 2009 spielte Todorow wieder in der Heimat bei Litex Lowetsch. Dort konnte er mit den Meisterschaften 2009/10 und 2010/11 zwei weitere Titel gewinnen. Im Sommer 2012 wechselte er zum FC Hoverla-Zakarpattya Uschhorod in die Ukraine. Dort beendete er im Jahr 2013 seine Laufbahn. 2016 nahm der FC Portsmouth ihn in seine klubinterne Hall of Fame auf.
Todorov spielte 42-mal im bulgarischen Fußballnationalteam.

## Erfolge
- Viermal bulgarischer Meister mit Litex Lowetsch (1998, 1999, 2010, 2011)
- Einmal bulgarischer Pokalsieger mit Litex Lowetsch (2001)